# Mannlicher M1890 (carabina)
A carabina Mannlicher Modelo 1890 é uma carabina de ação por ferrolho de tração direta, projetada por Ferdinand Mannlicher que usava uma nova versão de seu ferrolho de tração direta. Foi introduzida como uma alternativa ao Mannlicher M1888, pois era mais curta e mais fácil de manobrar. Três versões principais foram introduzidas: Carabina de Cavalaria, Carabina de Gendarmaria e Mosquetão da Marinha.

## Variantes

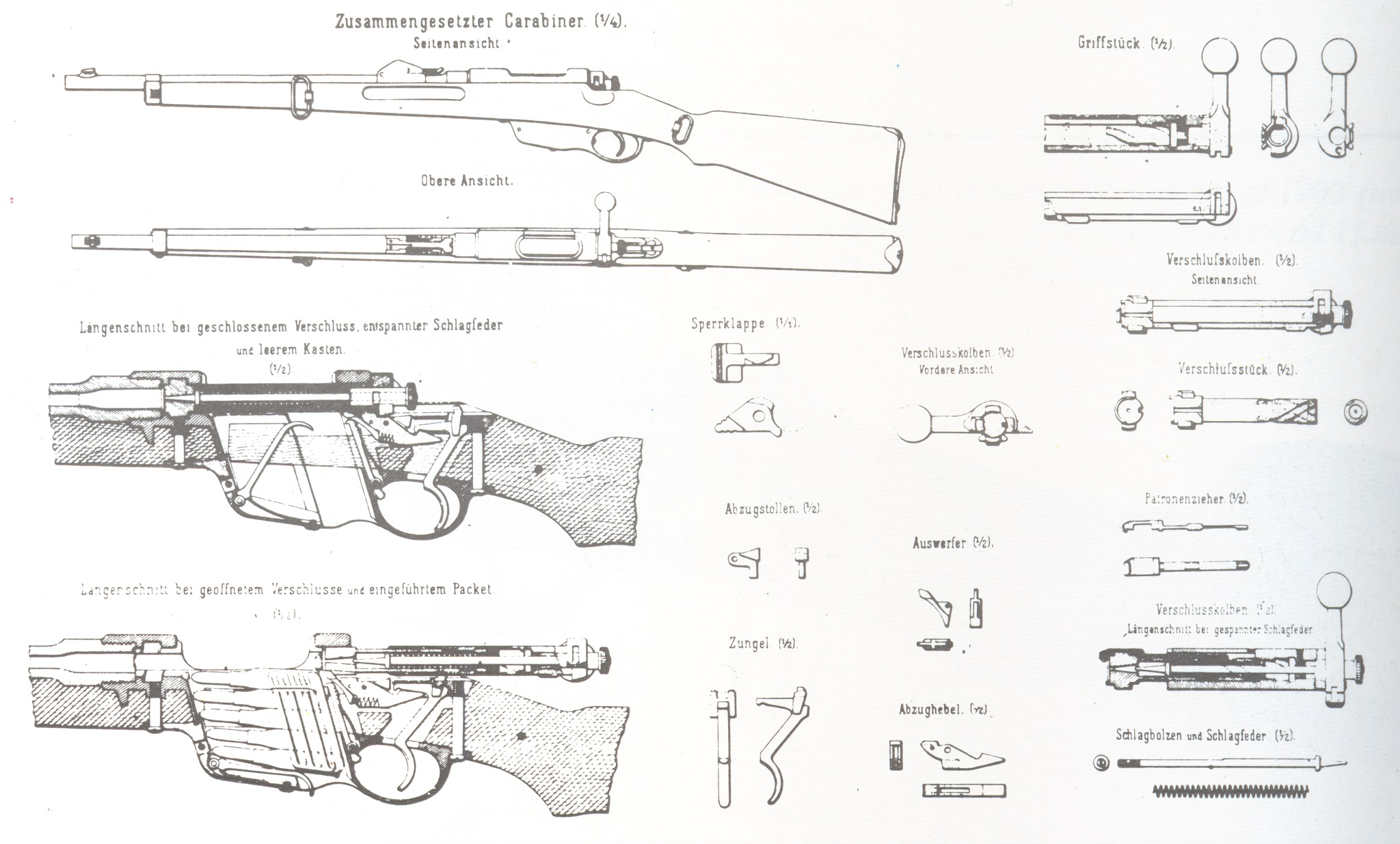
Desenho detalhado das peças

### Carabina de cavalaria
Esta variante foi usada pela cavalaria austro-húngara. Uma haste de empilhamento, guarda-mão e retém de baioneta estão ausentes.

### Stutzen
Esta variante apresenta zarelhos de bandoleira na parte inferior, uma haste de empilhamento e reténs de baioneta. Foi usada pela Marinha Austro-Húngara.

### Carabina de Gendarmaria
A Gendarmaria Austro-Húngara também precisava de uma carabina. Ela adotou uma versão que apresentava um retém de baioneta, mas nenhuma haste de empilhamento.

### Conversões
M90/30 foi uma conversão dessas carabinas feita na Primeira República Austríaca. Elas carregam a letra S estampada no cano.
M90/31 foi uma conversão dessas carabinas feita no Reino da Hungria. Elas carregam a letra H estampada no cano.
M90/95 foi uma conversão dessas carabinas feita no Império Etíope. Ao contrário de outras conversões, estas foram feitas colocando carabinas M90 existentes em mobílias de padrão M95.

## Contrato afegão
Um pequeno número dessas carabinas feitas para o contrato afegão foi encomendado pelo Abderramão Cã para o Emirado do Afeganistão.